# TLR9
Toll-like receptor 9 (TLR9) je transmembránový protein, který je u člověka kódovaný genem TLR9. Jedná se o intracelulární receptor řadící se do rodiny toll-like receptorů, které patří mezi pattern recognition receptory (PRR). TLR9 je důležitý receptor exprimovaný buňkami imunitního systému, zejména pak makrofágy, dendritickými buňkami, NK buňkami a dalšími buňkami prezentující antigen (APC). TLR9 preferenčně váže CpG DNA, která je přítomna v bakteriích a DNA virech a jeho aktivace vede ke spuštění MAP kinázové aktivity, intracelulární signální dráhy NF-κB (nukleární faktor kappa B) a produkci prozánětlivých cytokinů a chemokinů.

## Struktura
TLR9 je kódován genem TLR9, který odpovídá lokusu 3p21.3 na lidském chromozomu. Tento gen má dva exony, z nichž druhý je hlavní kódující oblastí. Je exprimován ve dvou spojených formách, monoexonové a biexonové. Protein TLR9 obsahuje 1032 aminokyselin a je dlouhý 150 kDa. Struktura TLR9 má tři hlavní složky: repetici bohatou na leucin (LRR), transmembránovou doménu a intracelulární doménu TIR. LLR se podílí na rozpoznávání molekul a TIR oblast interaguje s adaptorem a signálními molekulami. Ektodoménu TLR9 tvoří solenoid ve tvaru podkovy sestavený z 26 LRR, přičemž každý LRR obsahuje přibližně 20–25 aminokyselin. Konce ektodomény TLR9 jsou zakončeny C-koncem bohatým na cystein (na konci LRR) a N-koncem (na konci TIR). Během interakce TLR9 s ligandem je ektodoména TLR9 proteolyticky štěpená, což vede k dimerizaci a aktivaci tohoto receptoru.

## Signalizace
Toll-like receptor 9 se řadí k tzv. toll-like receptorům (TLR). Rodina těchto receptorů hraje zásadní roli při rozpoznávání patogenů a aktivaci přirozené složky imunity. TLR zahrnují transmembránové proteiny exprimované na buněčném povrchu a endocytárním kompartmentu a rozpoznávají molekulární vzory asociované s patogeny (PAMP), které jsou exprimovány na infekčních agens a iniciují produkci cytokinů.
TLR9 je exprimován majoritně v endoplazmatickém retikulu lidských plazmacytoidních dendritických buněk (pDC) a B lymfocytů a je stimulován nemethylovanou CpG DNA bakterií a DNA virů. Po aktivaci se TLR9 přesune z endoplazmatického retikula do Golgiho aparátu a lysozomů, kde interaguje s myeloidním diferenciačním antigenem 88 (MyD88) a dalšími intracelulárními adaptéry (MAL a SCIMP). V této fázi je TLR9 štěpen, aby se tak zabránilo expresi celého proteinu na buněčném povrchu, což by mohlo vést k autoimunitě. Při vazbě TLR9 na svůj ligand se MyD88 váže s intracelulárními molekulami IRK1, IRK4 a TRAF6, které jsou postupně aktivovány. TRAF6 posléze aktivuje komplex TAK1, který podléhá autofosforylaci, tím aktivuje downstream signální dráhy MAPK a NF-κB, čímž se zvyšuje exprese prozánětlivých mediátorů. Aktivace interferonového regulačního faktoru 7 (IRF7) je také zprostředkována MyD88/TRAF6, což vede k produkci interferonů I. typu (IFN typu I). IFN typu I následně aktivují NK buňky, Tc lymfocyty a monocyty. V B-lymfocytech aktivace TLR9 vede k syntéze interleukinu 6 (IL-6), interleukinu 10 (IL-10) a sekreci imunoglobulinů.

## Role TLR9 v nádorových onemocněních
Změny exprese TLR9 v rámci nádorových onemocněních se velmi liší podle typu nádoru. Dle recentních studií může TLR9 dokonce představovat nový marker pro mnoho typů malignit. Bylo zjištěno, že u karcinomu ledvin je exprese TLR9 snížená. V tomto případě vyšší nálezy TLR9 odpovídaly lepším prognostickým výsledkům. Naopak studie ukázaly vyšší hladiny exprese TLR9 u pacientů s rakovinou prsu a rakovinou vaječníků a špatná prognóza je spojena s vyšší expresí TLR9 u karcinomu prostaty. Také se ukázalo, že nemalobuněčný karcinom plic a gliom zvyšují expresi TLR9, což představuje špatnou prognózu vývoje onemocnění.
Zda nádor indukuje modifikaci exprese TLR9, nebo exprese TLR9 urychluje nástup nádorového onemocnění, nebylo zatím zcela objasněno, nicméně je zde spojitost s proteinem p53. Poškození DNA a dráha p53 ovlivňují expresi TLR9, hypoxické prostředí nádorových buněk pak indukuje expresi TLR9 a dále zvyšuje schopnost proliferace nádorových buněk. Bylo také prokázáno, že buněčný stres souvisí s expresí TLR9. Je možné, že rakovina a TLR9 mají vzájemný vztah, kde výskyt jednoho vede k upregulaci druhého. Mnoho onkovirů využívá tohoto vztahu tím, že indukuje určité vzorce exprese TLR9, aby nejprve infikovaly buňku (snižovaly regulaci) a poté spustily nástup nádorového bujení (zvyšovaly regulaci).